# Dave Schram
Dave Schram (Nieuwer-Amstel, 23 augustus 1958) is een Nederlands filmproducent en filmregisseur. Hiernaast is hij een van de grondleggers van de Shooting Star Filmcompany en Shooting Star Filmdistribution. Schram is vader van acteur/componist Quinten Schram en filmregisseur Tessa Schram.

## Historie
Schram werkt sinds 1973 in de filmindustrie. Eerst stond hij voor de camera als acteur in de NCRV-jeugdserie Orimoa en in Achter de horizon is nog een land, later achter de camera in verschillende disciplines: licht, geluid, camera, productie en regie. Hij werkte voor diverse assistentschappen voor producties als: Sabine, Flodder, Een vlucht Regenwulpen, Bekende gezichten, gemengde gevoelens, A Time to Die (of Seven Graves for Rogan) en Still Smokin.
Als 16-jarige jongen richtte Schram al in 1974 zijn eerste productiebedrijf D.E. Filmproducties op. Door een interview in Het Parool kregen ze in 1976 een opdracht voor hun eerste 16mm-film, een film over de formule 1-races waarin ook James Hunt en Riccardo Patrese aan het woord kwamen.

##### Opleiding
In 1977 zakte Schram op een tiende punt voor zijn middelbare school, maar hij werd desondanks aangenomen op de Nederlandse Filmacademie in Amsterdam met dispensatie van het ministerie van Onderwijs. Tijdens zijn opleiding aan de Filmacademie kocht hij gezamenlijk met vier vrienden eigen filmapparatuur onder de naam Quintetfilm met de doelstelling: "onafhankelijk zelf films kunnen maken". Schram studeerde in 1981 af aan de Filmacademie met de korte film Tussen de regels en richtte na zijn opleiding de opvolger van Quintetfilm op: de firma Singelfilm.

##### Filmproducent
Schram debuteerde in 1988 als filmproducent met de speelfilm Loos van Theo van Gogh. Schram richtte samen met Hans Pos en Maria Peters in 1993 een eigen distributiebedrijf op (Shooting Star Filmdistribution BV), omdat geen enkele filmdistributeur hun film Daens wilde draaien in de bioscoop. Een paar maanden daarna kreeg Daens een Oscarnominatie in Los Angeles.

##### Regie
Als speelfilmregisseur debuteerde Schram in 2007 met de lange speelfilm Timboektoe. Vervolgens maakte hij Radeloos (2008), Lover of loser (2009), Razend (2011) en Spijt! (2013).

## Filmografie

### Producent
- 2018 - De Dirigent
- 2016 - Prooi
- 2016 - Kappen
- 2015 - De Boskampi's
- 2014 - Pijnstillers
- 2013 - Spijt!
- 2012 - De groeten van Mike!
- 2011 - Sonny Boy
- 2009 - Lover of loser
- 2009 - Rico's vleugels
- 2008 - Filmspot
- 2008 - Radeloos
- 2007 - Kapitein Rob en het geheim van professor Lupardi
- 2007 - Timboektoe (Naar het boek van Carry Slee)
- 2006 - Afblijven
- 2006 - Ongewisse tijd
- 2006 - Boks
- 2005 - Dalziel and Pascoe (Wrong time, wrong place)
- 2005 - Film(s)hit
- 2005 - My Skateboard
- 2003 - Pietje Bell 2: De Jacht op de Tsarenkroon
- 2002 - Spagaat
- 2002 - Pietje Bell, de Film
- 2002 - Bella Bettien
- 2001 - Baby Blue
- 2001 - Eerste kind op de maan
- 1999 - Kruimeltje
- 1999 - Johnny ATB
- 1998 - Left Luggage
- 1998 - De pijnbank
- 1998 - Een echte hond
- 1997 - Lovely Liza
- 1996 - Blind Date
- 1995 - De Tasjesdief
- 1995 - Transit
- 1995 - Brylcream Boulevard
- 1994 - De nietsnut
- 1992 - Daens (1992 genomineerd voor de Academy Award 'best foreign language film')
- 1990 - Spelen of sterven
- 1989 - Loos

### Regisseur
- 2013 - Spijt!
- 2011 - Razend
- 2009 - Lover of loser
- 2008 - Radeloos
- 2007 - Timboektoe

## Prijzen
- Schram behaalde met 12 speelfilms de 100.000ste-bezoekergrens, met 5 films de 400.000ste-bezoekergrens en met 1 film de 1.000.000ste-bezoekergrens.
- Voor zijn speelfilm Spijt! ontving hij meer dan 30 internationale filmprijzen, waaronder de TIFF Kids Audience Choice Award – Best Feature Film in Toronto en de European Film Academy Young Audience Award (de Europese equivalent van de Amerikaanse oscars) en de CINEKID LION publicprize Cinekid.